# Dead Guitars
Dead Guitars ist eine deutsche Indie-Rock-Band.

## Geschichte
Die Band wurde 2002 von Peter Brough (früher Gitarrist bei Twelve Drummers Drumming), Ralf Aussem (zuvor Mitbegründer der Twelve Drummers Drumming und Sun) und Carlo van Putten gegründet. Mit Hermann Eugster und Kurt Schmidt komplettieren inzwischen zwei weitere Musiker von Twelve Drummers Drumming das Line-up der Band.
Carlo van Putten ist außerdem Sänger bei The Convent, die auch den Kern von In2TheSound bildeten, um dort mit Mike Dudley (Originaldrummer von The Sound) zusammenzuspielen. Des Weiteren betreibt van Putten das Projekt White Rose Transmission nach dem Tod von Adrian Borland (The Sound) mit vielen wechselnden Künstlern weiter; insbesondere sind zu nennen Mark Burgess von The Chameleons und Marty Willson-Piper von The Church.
Von White Rose Transmission stammt offensichtlich auch der Bandname: 1999 wurde das Album 700 Miles Of Desert veröffentlicht und das letzte Stück darauf trägt den Titel Dead Guitars und wurde von Adrian Borland geschrieben.

„Peter Brough und ich trafen uns, nachdem ich von einem Freund von Peter gehört hatte, dass er meinen Gesang sehr schätzte. Peter mochte The Convent, aber vor allem White Rose Transmission, wo ich ebenfalls für den Gesang zuständig war. Ich für meinen Teil mochte 12 Drummers Drumming, wo Peter Gitarre spielte. Da lag es ziemlich nahe, mal etwas zusammen zu machen.“

Die Musiker der Band sind in der Musikszene gut vernetzt; so gründete sich die Band Plexiphones am 8. Oktober 2005 nach einer 7-stündigen Jam-Session mit Pete Brough im Proberaum der Band in Viersen-Dülken. Carlo van Putten wiederum setzte 2018 deren Keyboarder Michael von Hehl im Line-Up des Projekts In2TheSound ein.
Das Debütalbum Airplanes der Dead Guitars wurde am 1. Juni 2007 veröffentlicht. Im Frühjahr 2008 begleitete die Band die Gruppe The Mission auf ihrer Europatournee als Support. So kam es zu einer Kooperation mit deren Frontmann Wayne Hussey auf dem Ende 2008 erschienenen Album Flags, das den gemeinsam aufgenommenen Song Isolation enthält (auch vertreten auf dem Sampler 100% Rock Duets).
Am 28. März 2009 spielten die Dead Guitars im Tower (Bremen) und The Convent trat als Vorgruppe auf. Carlo von Putten kombiniert seine Projekte des Öfteren; am 21. November 2009 spielten die Dead Guitars im Messajero (Mönchengladbach) und White Rose Transmission trat hier als Vorgruppe auf.
Im Jahr 2011 folgte das Album Stranger, an dem Michael Dempsey, der ehemalige Bassist von The Cure, mitwirkte. Die Band war 2011 erneut Vorgruppe von The Mission bei den Auftritten in Amsterdam, Köln und Hamburg.
Von etwa 2011 bis 2015 gingen die Dead Guitars auch auf punktuelle minimalistische Sommer-Touren, die van Putten danach auch mit White Rose Transmission unternahm.

„‚Das war wie magisch, nicht nur für das Publikum. Wir hatten unglaublichen Spaß in dieser Atmosphäre und die Fans waren absolut begeistert.‘ […] ‚Natürlich ist eine gewisse Popularität schön, aber der Blick in die Zukunft ist ganz deutlich auf die Weiterentwicklung unserer Musik gerichtet. Ob der Rahmen dafür nun eine große Bühne ist, oder aber wieder die heimischen Wohnzimmer, ist mir eigentlich egal. Wir waren immer und werden auch immer eine Independent-Band sein, aber wir merken dennoch, dass unser Publikum sehr bunt gemischt ist.‘“

Regelmäßige Auftritte fanden jährlich (oft im Dezember) im Messajero in Mönchengladbach statt, die deshalb auch als Xmas-Hometown-Gigs bezeichnet wurden. Seit Mitte 2018 pausiert die Band; allerdings traten Aussum, Brough, Eugster und Schmidt ohne van Putten als „The Wide“ mit eigenem Material und Brough als Sänger auf.

„‚Carlo wollte eine Auszeit, und wir brannten für eine Fortsetzung‘ […]. ‚Über die Jahre haben wir viele Songs geschrieben, die nicht unbedingt fürs ‚Deadies‘-Repertoire geeignet schienen‘ […].“

Peter Brough und Kurt Schmidt haben an der 2020 veröffentlichten EP In June von White Rose Transmission mitgewirkt. Ralf Aussum wohnt inzwischen in Berlin und The Wide suchen einen neuen Gitarristen, der dann auch Gitarrist der Dead Guitars werden sollte.

## Diskografie

### Alben
- 2007: Airplanes (Echozone, Bob-Media)
- 2008: Flags (Echozone, Sony Music)
- 2011: Stranger (Silverbird Music)
- 2015: Shelter (Sireena Records)

### EPs und Singles
- 2008: Feel Allright; Bob Media; diese EP wurde am 28. Februar 2008 (nur als Download) veröffentlicht.
- 2011: Mesmerized; Silverbird Music (SBM05052011); diese limitierte Edition erschien am 18. Juni 2011. Die weibliche Singstimme stammt von Crystin Fawn, das Piano bei You and I von Thomas Kessler. Das Trio Aussem, Brough van Putten hatte sich als Rhythmusgruppe Peter Körfler (Bass) und Hermann Eugster (Schlagzeug) dazugeholt. Beide werden auf dem Cover nicht angezeigt (uncredited); Körfler ist Ex-Mitglied, Eugster Mitglied der Twelve Drummers Drumming.

## Kritiken
„FAZIT: Ob WHITE ROSE TRANSMISSION, die DEAD GUITARS, THE CONVENT oder auch BORN FOR BLISS; all diese Bands spielen eine Variante dunkler, verstörender und betörender Musik, die mit standardisiertem Gothic-Rock nichts am Hut hat.“

„DEAD GUITARS sind die Auferstehung des authentischen Indie Pop, die Reinkarnation großer, melancholischer Wave-Balladen, die Renaissance des atmosphärischen „Wall of Sound“, jene filigran aufgetürmten Effekt-Gitarren, die Ralf Außem zu einem Ausnahme-Gitarristen werden ließen. Auch, weil sie sich auf fast surrealistische Weise in klare Song-Strukturen mischen und so nicht nur eine zeitlose Klangintensität erzeugen, sondern auch mit den Hörgewohnheiten im Pop-Genre brechen – endlich!“

„Wayne [Hussey (The Mission)] hat unser neues Album [Stranger (2011)] schon gehört und ist sehr davon angetan: Es klingt, als wäre jemand gerade auf Heroin.“